# Вичужанин, Кирилл Петрович
Кири́лл Петро́вич Вичужа́нин (17 августа 1992, Ижевск) — российский лыжник, выступает в составе российской национальной сборной начиная с 2010 года. Серебряный призёр чемпионата России в командном спринте свободным стилем, обладатель Кубка России, победитель и призёр всероссийских первенств в разных возрастных категориях, мастер спорта России по лыжным гонкам. На соревнованиях представляет Удмуртию и спортивный клуб «Ижсталь».

## Биография
Кирилл Вичужанин родился 17 августа 1992 года в городе Ижевске Удмуртской республики. Активно заниматься лыжными гонками начал с раннего детства, проходил подготовку в ижевской Специализированной детско-юношеской спортивной школе олимпийского резерва «Ижсталь» под руководством собственного отца, тренера-преподавателя Петра Гавриловича Вичужанина.
Уже с 2009 года принимал участие в различных соревнованиях республиканского и всероссийского значения. Неоднократно становился победителем и призёром первенств России стреди юниоров и среди молодёжи, в частности в спринте и смешанном командном спринте. Побеждал и попадал в число призёров на соревнованиях Международной федерации лыжного спорта (FIS), победитель и призёр Кубка Восточной Европы, обладатель Кубка России.
Первого серьёзного успеха на взрослом всероссийском уровне добился в сезоне 2014 года, когда попал в основной состав сборной команды Удмуртской республики и побывал на чемпионате России в Тюмени, где вместе с напарником Романом Тарасовым завоевал серебряную медаль в командной спринтерской гонке свободным стилем — на финише их обошли только представители Тюменской области Евгений Белов и Глеб Ретивых, получившие золото. За выдающиеся достижения в спорте Кирилл Вичужанин удостоен звания мастера спорта России по лыжным гонкам.
В марте 2016 года Вичужанин провалил допинг-тест — в его пробе был обнаружен запрещённый препарат мельдоний. Спортсмена временно отстранили от участия в соревнованиях и централизованных учебно-тренировочных сборах, однако уже в апреле Российское антидопинговое агентство сняло с него все ограничения и назначило по его делу дополнительные слушания.